# Cybergoth

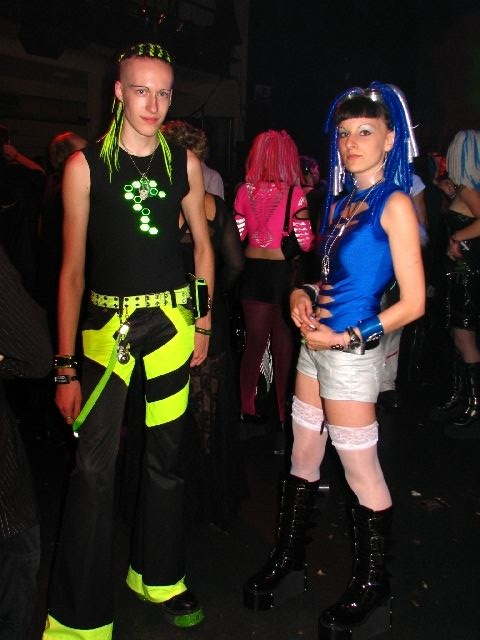
Due cybergoth

Cybergoth è una sottocultura derivante da elementi di moda goth, cyberpunk, rave e rivethead. Vi sono opinioni contrastanti sul fatto che la cybergoth possieda un livello di complessità sufficiente per definire una sottocultura a sé; alcuni ritengono infatti che non si tratti altro di una variante estetica del cyberpunk e del rave.

## Origini ed evoluzione
Il termine "Cybergoth" fu coniato nel 1988 dalla Games Workshop, per il suo gioco di ruolo Dark Future, ma come stile di moda non emerse fino al decennio successivo. Valerie Steele cita Julia Borden, che definisce il cybergoth come una combinazione di elementi di estetica industriale con uno stile associato ai "graver" (contrazione di "gothic raver", raver gotici). I graver erano un ibrido tra "il look dei raver britannici e quello dei ClubKid tedeschi con un tocco di 'freak show'" e una fusione tra gli stili tedesco e austriaco. Borden indica che inizialmente le extension e le calze a rete dai colori fluo non si sposavano bene con la moda goth, ma dal 2002 "gli elementi rave dell'abbigliamento furono sostituiti da accessori di carattere industriale, come occhiali, indumenti riflettenti e abiti per lo più neri." Steele riassume:
Secondo Nancy Kilpatrick, il look adottato da David Bowie negli anni Settanta è l'ispiratore iniziale dello stile, mentre il prototipo dell'estetica cyber si può far risalire al film di Fritz Lang Metropolis

## Moda
La moda cybergoth combina le mode moda goth, cyberpunk, rave e rivethead, oltre a trarre ispirazione da altre forme di fantascienza. L'androginia è comune. Lo stile è talvolta caratterizzato dal contrasto tra un colore brillante o fluorescente, come rosso, blu, verde neon, rosso cromo o rosa, e un abbigliamento base gotico di colore nero. Per creare un look più artificiale, spesso si mescolano o abbinanon materiali neri opachi o lucidi come la gomma e il PVC nero lucido.
La sovrapposizione tra il nero e il monocromatico può assumere una varietà di forme, tra cui capelli e trucco dai colori vivaci, modelli cibernetici come il ricoroso a LED funzionanti, modifiche del corpo, maschera e occhiali (specialmente da aviatore), tipicamente indossati sulla fronte o intorno al collo piuttosto che sugli occhi. L'uso più comune di un colore a tema ricorre nei capelli o nel trucco degli occhi. Per creare questo effetto aggiuntivo vengono talvolta utilizzati capelli artificiali e allungati o con "cascate" realizzate in vari materiali, dal filato ai tubi fluorescenti ai cavi elettrici. L'abbigliamento da discoteca più diffuso per i cybergoth comprende pantaloni neri attillati, gilet o camicie nere attillate tagliate da tessuti strappati, solidi o a rete, Moon Boot colorati, che ricordano i costumi dei romanzi gotici del XIX secolo o dei primi film horror in bianco e nero della metà del XX secolo. Tra le aziende specializzate in questo stile ci sono le britanniche Cyberdog, Dane, Pen & Lolly Clubwear, la statunitense Lip Service e la canadese Diabolik.

## Acconciature
Lo stile cybergoth incorpora acconciature e stili stravaganti, tra cui dreadlocks sintetici (noti come cyberlox), extension e così via. Queste acconciature possono essere realizzate usando diversi tipi di materiali, capelli veri a quelli sintetici di kanekelon, fili in plastica, crin tubolari, strisce di gomma e schiuma, fasce e sono spesso accompagnate da occhiali di protezione.

## Musica
Gli interessi musicali della cultura cybergoth comprendono parecchi generi di musica elettronica, come electro-industrial, electronic body music, dark electro, aggrotech, futurepop, industrial metal e cyber metal. La preferenza viene dati comunque ai generi più dark della musica underground.